# Boschniakia
Boschniakia es un género de plantas sin clorofila, perenne, parásita, de la familia de las Orobancáceas. Comprende 9 especies descritas y de estas, solo 3 aceptadas.

## Taxonomía
El género fue descrito por C.A.Mey. ex Bong. y publicado en Mémoires de l'Académie Impériale des Sciences de Saint-Pétersbourg. Sixième Série. Sciences Mathématiques, Physiques et Naturelles. Seconde Partie: Sciences Naturelles 2: 159. 1833.    La especie tipo es:  Boschniakia glabra C.A. Mey. ex Bong. 	

## Especies aceptadas
A continuación se brinda un listado de las especies del género Boschniakia  aceptadas hasta mayo de 2014, ordenadas alfabéticamente. Para cada una se indica el nombre binomial seguido del autor, abreviado según las convenciones y usos: 
- Boschniakia handelii Beck
- Boschniakia himalaica Hook.f. & Thomson
- Boschniakia rossica (Cham. & Schltdl.) B.Fedtsch.